# Xyris erubescens
Xyris erubescens är en gräsväxtart som beskrevs av Alfred Barton Rendle. Xyris erubescens ingår i släktet Xyris och familjen Xyridaceae. Inga underarter finns listade i Catalogue of Life.